# Herb Krzepic
Herb Krzepic – jeden z symboli miasta Krzepice i gminy Krzepice w postaci herbu.

## Wygląd i symbolika
Herb przedstawia dwie wieże połączone ze sobą, zwieńczone spiczastymi daszkami i posiadające po jednym otworze strzelniczym. Spoza wieży, po heraldycznie prawej stronie, wystaje skrzydło i szpon orła. Po heraldycznie lewej widoczny jest motyw wici roślinnej. Całość kompozycji dopełniają dwie sześciopromienne gwiazdy, występujące u góry, po bokach zwieńczenia wież warownych.

## Historia
Najstarszy znany herb miasta zachował się na odciskach pieczęci pochodzącej z XV w. W polu pieczęci znajduje się herb a w otoku pieczęci umieszczony był napis w języku łacińskim S(igillum) civitatis crzepicensis, jednak nie jest on przedstawiony na współczesnym herbie.
Z herbu Krzepic zaczernięto element herbu powiatu kłobuckiego – orle skrzydło.